# Ḩājjī Bālā Beyglū
Ḩājjī Bālā Beyglū är en ort i Iran.   Den ligger i provinsen Ardabil, i den nordvästra delen av landet, 500 km nordväst om huvudstaden Teheran. Ḩājjī Bālā Beyglū ligger 438 meter över havet och antalet invånare är 173.
Terrängen runt Ḩājjī Bālā Beyglū är kuperad åt sydost, men åt nordväst är den platt. Terrängen runt Ḩājjī Bālā Beyglū sluttar norrut. Runt Ḩājjī Bālā Beyglū är det ganska glesbefolkat, med 35 invånare per kvadratkilometer. Närmaste större samhälle är Qeshlāq-e Khalīfehlū, 5,8 km norr om Ḩājjī Bālā Beyglū. Trakten runt Ḩājjī Bālā Beyglū består till största delen av jordbruksmark.